# Szalézi Munkatársak Jámbor Egyesülete
A Szalézi Munkatársak Jámbor Egyesülete (vagy Szalézi Munkatársak Egyesülete, Szalézi Munkatársak) a Szalézi család harmadik ága, a Szalézi Szent Ferenc Társasága és a Segítő Szűz Mária Leányai Intézménye mellett. Míg a két utóbbi szerzetesrend, a Munkatársak mintegy harmadrendként működik, de a mélyebb lelki- és imaélet mellett/helyett inkább a tevékenykedés, az irgalmasság lelki és testi cselekedeteinek gyakorlása révén jutnak el az önmegszentelődésig. Nincs szerzetesi fogadalmuk, hanem ígérettel kötelezik el magukat Don Bosco eszméi mellett.

## Forrás
Szaléziak.HU - Mit jelent szalézi munkatársnak lenni? - Szaléziak.HU. www.szaleziak.hu. (Hozzáférés: 2023. augusztus 20.)